# 豊田市立浄水小学校
豊田市立浄水小学校（とよたしりつじょうすいしょうがっこう）は、愛知県豊田市浄水町にある公立小学校。

## 沿革
- 1977年（昭和52年） - 開校
- 1979年（昭和54年） - 校訓碑設置
- 1980年（昭和55年） - 校舎東側に7教室増築
- 1986年（昭和61年） - 特別教室改築
- 2009年（平成21年） - 家庭科室、音楽室移築
- 2010年（平成22年） - 旧校舎東側に新校舎を建設、エレベーターも設置。
- 2014年（平成26年）4月 - 浄水駅周辺の区画整理により児童数急増に対応するため、豊田市立浄水北小学校が分離。

## 卒業後の進路
公立中学校に進学する生徒の進学先は豊田市立梅坪台中学校であったが、2016年4月より豊田市立浄水中学校の開校に伴い、本校及び豊田市立浄水北小学校の進学先は豊田市立浄水中学校に変更された。

## 周辺
- 豊田厚生病院

## 交通
- 名鉄豊田線 浄水駅